# Siedliska-Bogusz

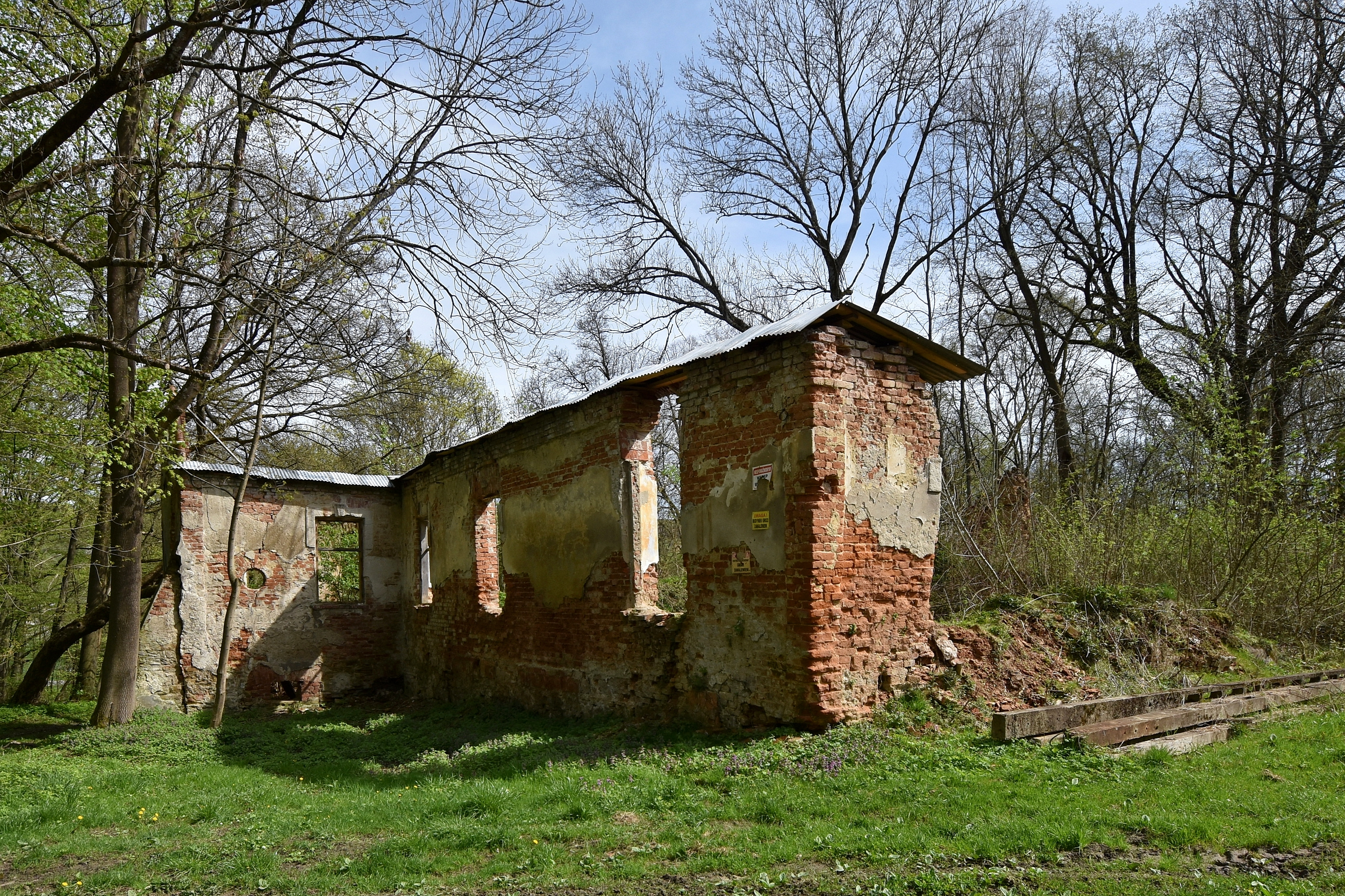
Pozostałości dworu

Siedliska-Bogusz – wieś w Polsce położona w województwie podkarpackim, w powiecie dębickim, w gminie Brzostek.
W latach 1949–1954 była siedzibą gminy Siedliska Bogusz. W latach 1975–1998 miejscowość administracyjnie należała do województwa tarnowskiego.
Miejscowość jest siedzibą rzymskokatolickiej parafii Narodzenia Najświętszej Maryi Panny należącej do dekanatu Pilzno w diecezji tarnowskiej.
W miejscowości znajduje się Pomnik Grunwaldzki zbudowany w roku 1910.

## Części wsi
| SIMC    | Nazwa    | Rodzaj    |
| ------- | -------- | --------- |
| 0814926 | Huta     | część wsi |
| 0814932 | Kamionki | część wsi |
| 0814949 | Kmiecie  | część wsi |
| 0814955 | Kopaliny | część wsi |

## Historia
W 1353 synowie Iwana (Iwoni) z Klecia, trzej bracia – Chodko, Ostaszko i Piotr z Klecia otrzymali od króla Kazimierza Wielkiego kilkanaście wsi: Klecie (Kleszcze), Czermno, Januszkowice, Błażkową, Gogołów, Glinik, Bukową, Smarżowa i Kamienicę (okolice Jasła). W ten sposób wynagrodził ich za zasługi położone na rzecz Polski w walkach na Rusi. Otrzymali oni także miejscowości Klecie, Januszkowice i Skurowa, odebrane wcześniej benedyktynom, o które toczyły się długie procesy, z interwencjami, po stronie opactwa tynieckiego, kolejnych papieży (Kodeks Małopolski III 88, 310). Trudno było rozstrzygnąć, gdyż przypadły w dziedzictwie synom Piotra z Klecia: Iwanowi i Dymitrowi – potomkom Iwoni, sędziego chełmskiego – właściciela dóbr rymanowskich i Klecia, który był zaufanym współpracownikiem królów, podskarbim koronnym i marszałkiem królestwa. W konsekwencji benedyktyni musieli się zadowolić odzyskaniem jedynie części Januszkowic i Kleci. W XV wieku benedyktyni z opactwa tynieckiego odzyskali Siedliska i sąsiednie wsie. W 1536 roku ich właścicielami byli Jan, Kasper i Melchior Oświęcimowie.
W 1581 roku Siedliska podzielone były na dwie części. Pierwsza, jako jedna z czternastu wsi należała do Floriana Oświęcima, a druga (większa) część do Alberta Kowaliowskiego. W tej wsi urodził się dworzanin królewski Stanisław Oświęcim, syn Floriana. W drugiej połowie XVII wieku Siedliska dolne były własnością Rzuchowskich, od których zakupił je w 1740 roku Jan Stojowski. Natomiast Siedliska górne w 1686 roku należały do Stanisława Jordana Stojowskiego. Na początku XVIII wieku przejęli je Trzeciescy. W ich imieniu majątkiem zarządzał Francuz Antoni de Tournelles, mąż Krystyny Trzecieskiej. Przejściowo dzierżawił także Siedliska dolne i Kopaliny. W czasie pobytu w majątku wybudował nowy dwór (1728), budynki gospodarcze.
W 1763 roku Siedliska dolne i górne objął w posiadanie Nikodem Jordan Stojowski, burgrabia krakowski. Jedna z jego córek, Apolonia, 22 stycznia 1794 roku w kościele parafialnym w Siedliskach wyszła za mąż za Stanisława Bogusza, szlachcica spod Dąbrowy, szambelana króla Stanisława Augusta. W 1804 roku Boguszowie przejęli wioskę wraz z sąsiednią Smarżową na własność. Od tej pory miejscowość ma nazwę Siedliska-Bogusz. Trzech z pięciu synów Boguszów brało udział w powstaniu listopadowym: Feliks, Henryk i Nikodem. Feliks Bogusz był kapitanem w Legii Nadwiślańskiej i został odznaczony krzyżem Virtuti Militari, Henryk Bogusz otrzymał nominację na podporucznika. Po podziale dóbr między rodzeństwo Siedliska przejął Wiktoryn Bogusz, procesujący się z wioską Smarżowa, którą reprezentował deputowany Jakub Szela. Narastała wzajemna wrogość, która doprowadziła w lutym 1846 roku do krwawej rozprawy. Przyczynili się do tego Austriacy, którzy przy pomocy chłopów chcieli stłumić przewidywane powstanie narodowe. W czasie rzezi galicyjskiej spośród mieszkającej tu szlachty ocalały tylko kobiety i dzieci. Jeden z potomków rodziny dr Adam Bogusz opisał te wydarzenia i wydał w Krakowie na początku XX w. dwie książki poświęcone historii Siedlisk i Smarżowej.
W czasie okupacji działał tu ks. Karol Kawula ps. „Groźny”, proboszcz parafii i rezydent ks. Józef Śmietana ps. „Błyskawica”, który w czasie Akcji Burza był kapelanem oddziałów partyzanckich.